# West Columbia (Caroline du Sud)
Pour les articles homonymes, voir West Columbia.
West Columbia, anciennement Brookland, est une ville-dortoir située dans la région est du comté de Lexington, en Caroline du Sud, aux États-Unis. Elle se trouve dans la banlieue ouest de Columbia, la capitale de l'État, située de l'autre côté de la rivière Congaree. Au recensement de 2020, la population était de 17 416 habitants.

## Géographie
West Columbia se trouve au sud et à l'ouest des rivières Saluda et Congaree.
Selon le Bureau du recensement des États-Unis, la ville a une superficie totale de 16,3 km2, dont 15,7 km2 de surface terrestre et 0,5 km2  (soit 3,18 %) d'eau.
La ville est bordée au sud par une autre ville de banlieue, Cayce. Une petite partie de la ville à l'ouest borde la ville de Lexington,. West Columbia fait partie de la zone statistique métropolitaine de Columbia.
West Columbia se trouve à proximité du centre-ville et du centre d'affaire de Columbia, ainsi que du Capitole et du quartier de Congaree Vista, connu localement sous le nom de « Vista ».

## Histoire

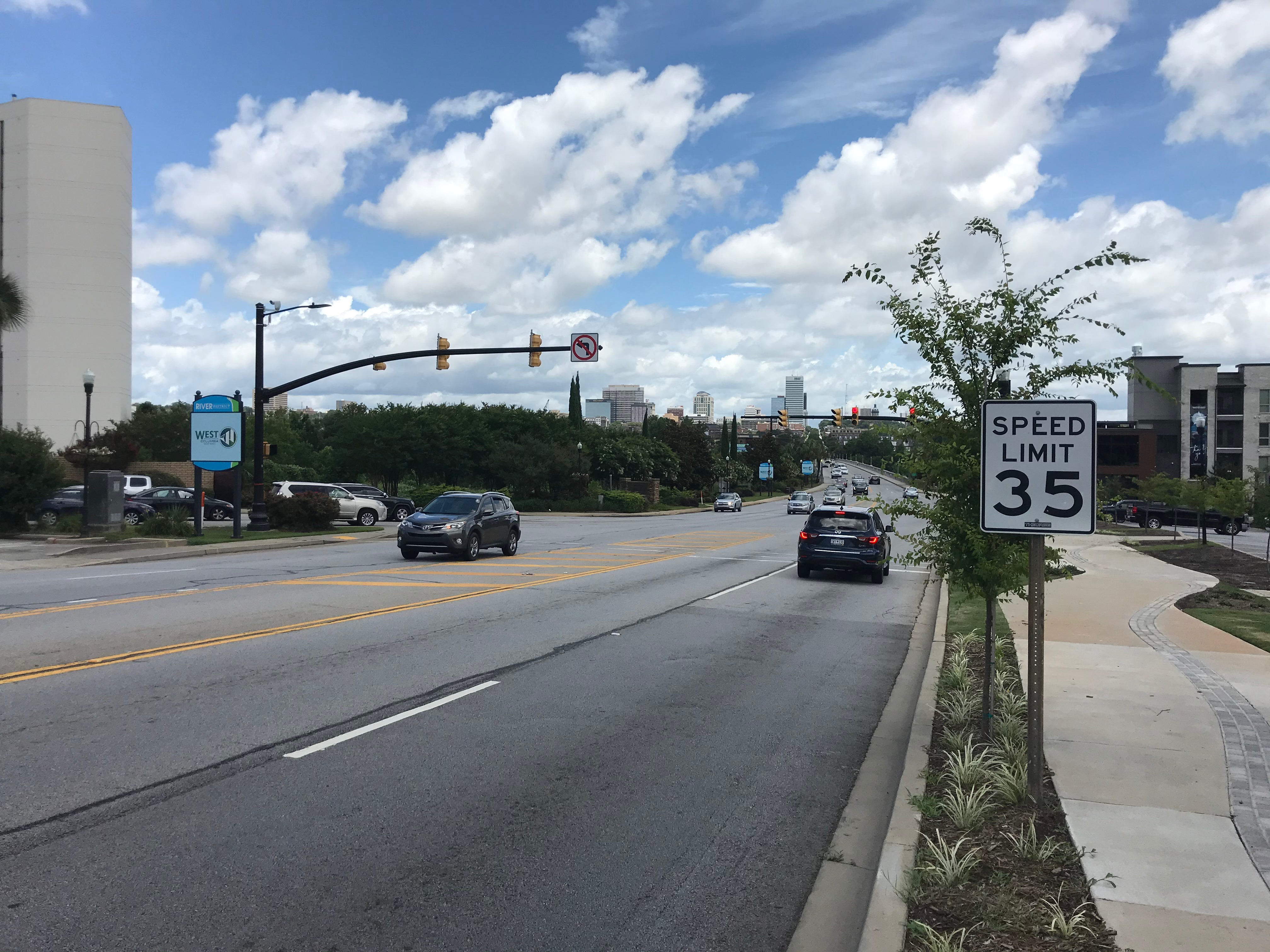
Vue sur Columbia depuis West Columbia par delà la rivière Congaree, au niveau du Gervais Street Bridge.

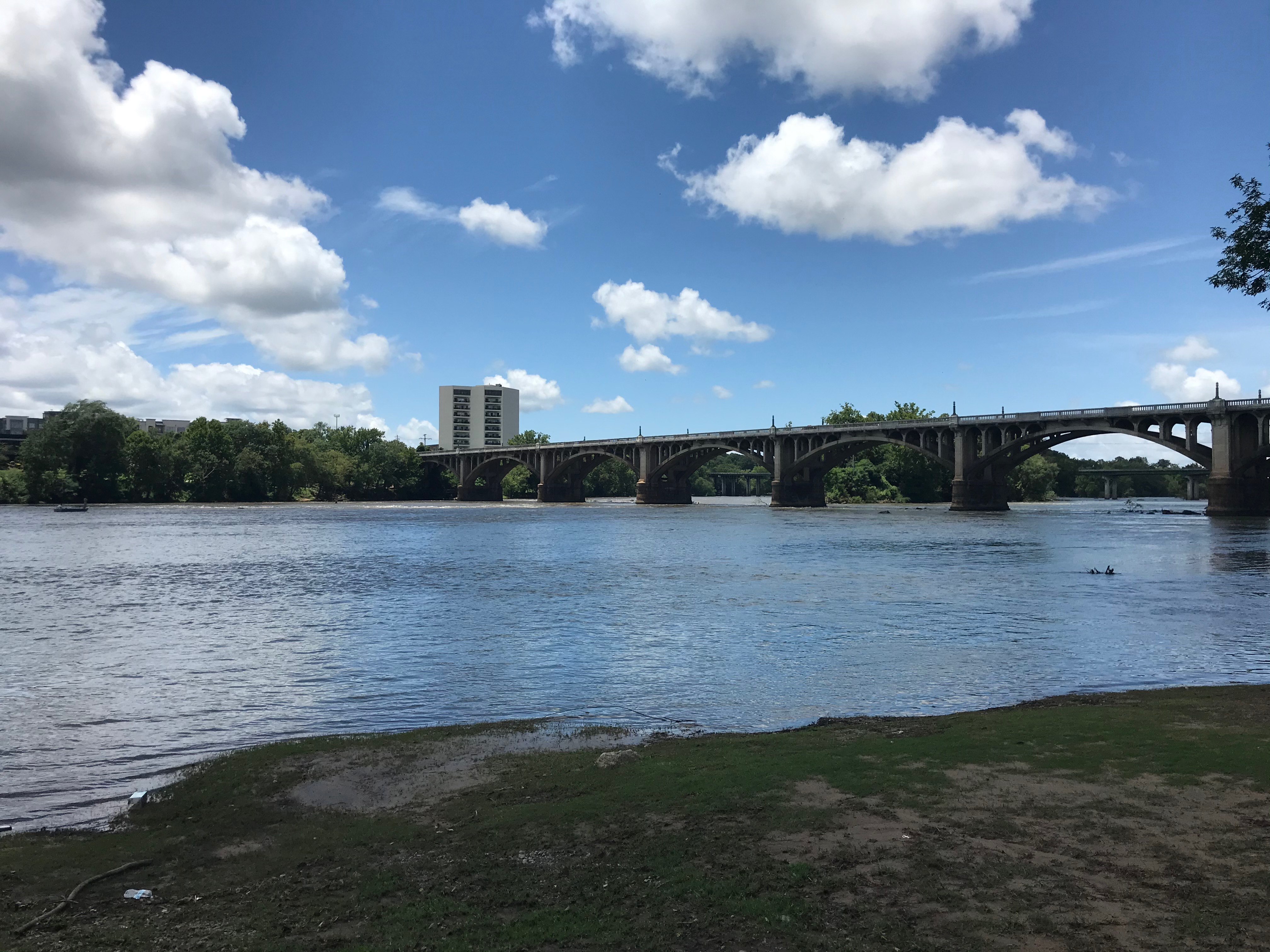
West Colmubia depuis le comté de Richland, vue de la rivière Congaree et du Gervais Street Bridge.

West Columbia est incorporée en 1894 sous le nom de « Brookland », mais le service postal américain a choisi de la désigner sous le nom de « New Brookland » car une autre ville dénommée Brookland existait déjà. En 1936, elle prend le nom de « West Columbia » (en français : « Columbia de l'Ouest ») pour souligner sa proximité avec Columbia, la capitale. De nombreuses entreprises, églises et lycées ont toutefois gardé les noms Brookland et New Brookland.
Le Gervais Street Bridge, le Mount Hebron Temperance Hall, le quartier historique de New Brookland et le quartier historique de Saluda Factory sont inscrits au registre national des lieux historiques.
L' accident du Learjet 60 en Caroline du Sud de 2008 s'est produit juste avant minuit le 19 septembre 2008 ; un Learjet 60 ( immatriculation N999LJ) s'est écrasé lors du décollage de l'aéroport métropolitain de Columbia (en),.   Le temps était alors frais, sec et clair. L'avion a heurté les feux de piste et s'est écrasé à travers la clôture, traversant la route 302 de Caroline du Sud et s'immobilisant sur un talus au bord de l'autoroute. Personne au sol n'a été blessé, mais quatre des six personnes à bord de l'avion (dont les deux pilotes ) sont mortes dans l'accident, tandis que les deux autres, Travis Barker (batteur de Blink-182 ) et Adam Goldstein (DJ AM de Crazy Town ), ont subi de graves brûlures. L'avion était un vol charter de Five Points à Van Nuys (Californie) effectué par Barker, Goldstein et leur entourage après un concert gratuit de leur groupe TRV$DJAM.

## Démographie

### Recensement de 2020
| Course                                  | Nombre | Pourc. |
| --------------------------------------- | ------ | ------ |
| Blanc (non hispanique)                  | 11 022 | 63,29% |
| Noir ou afro-américain (non hispanique) | 2 959  | 16,99% |
| Américain de naissance                  | 58     | 0,33%  |
| Asiatique                               | 490    | 2,81%  |
| Insulaire Pacifique                     | 5      | 0,03%  |
| Autre/Mixte                             | 732    | 4,2%   |
| Hispanique ou Latino                    | 2 150  | 12,34% |

Lors du recensement des États-Unis de 2020,  17 416 personnes, 8 315 ménages et 3 764 familles résidaient dans la ville.

### Recensement de 2000
Au recensement de 2000, 13 064 personnes , 5 968 ménages et 13 064 familles résidaient dans la ville. La densité de population était de 2 150,6 habitants/km2. La ville comportait 6 436 logements avec une densité moyenne de 1 059,5 logements/km2.
Le revenu médian des ménages était de 30 999 $ et celui d'une famille de 40 253 $. Celui des hommes était de 30 033 $ contre 24 637 $ pour les femmes. Le revenu par habitant était de 18 135 $. Environ 12,8 % des familles et 16,8 % de la population vivaient en dessous du seuil de pauvreté, dont 24,5 % des moins de 18 ans et 11,4 % des 65 ans ou plus. 

## Éducation
L'école Glenforest se trouve à West Columbia. La ville possède aussi une bibliothèque, qui fait partie de la bibliothèque publique du comté de Lexington. 

## Personnalités liées à la ville
- Duce Staley (en), ancien footballeur professionnel et entraîneur de football
- Hal Jeffcoat (en), ancien joueur de baseball professionnel